# نوكيا 6.1
نوكيا 6.1 (بالإنجليزية: Nokia 6.1)‏ المعروف أيضًا ب نوكيا 6 (2018) والجيل الثاني من نوكيا 6، هو هاتف ذكي من الفئة المتوسطة من نوكيا يعمل بنظام تشغيل أندرويد. أُطلق في 25 فبراير 2018 في الصين كخليفة للجيل الأول من نوكيا 6.

## المواصفات

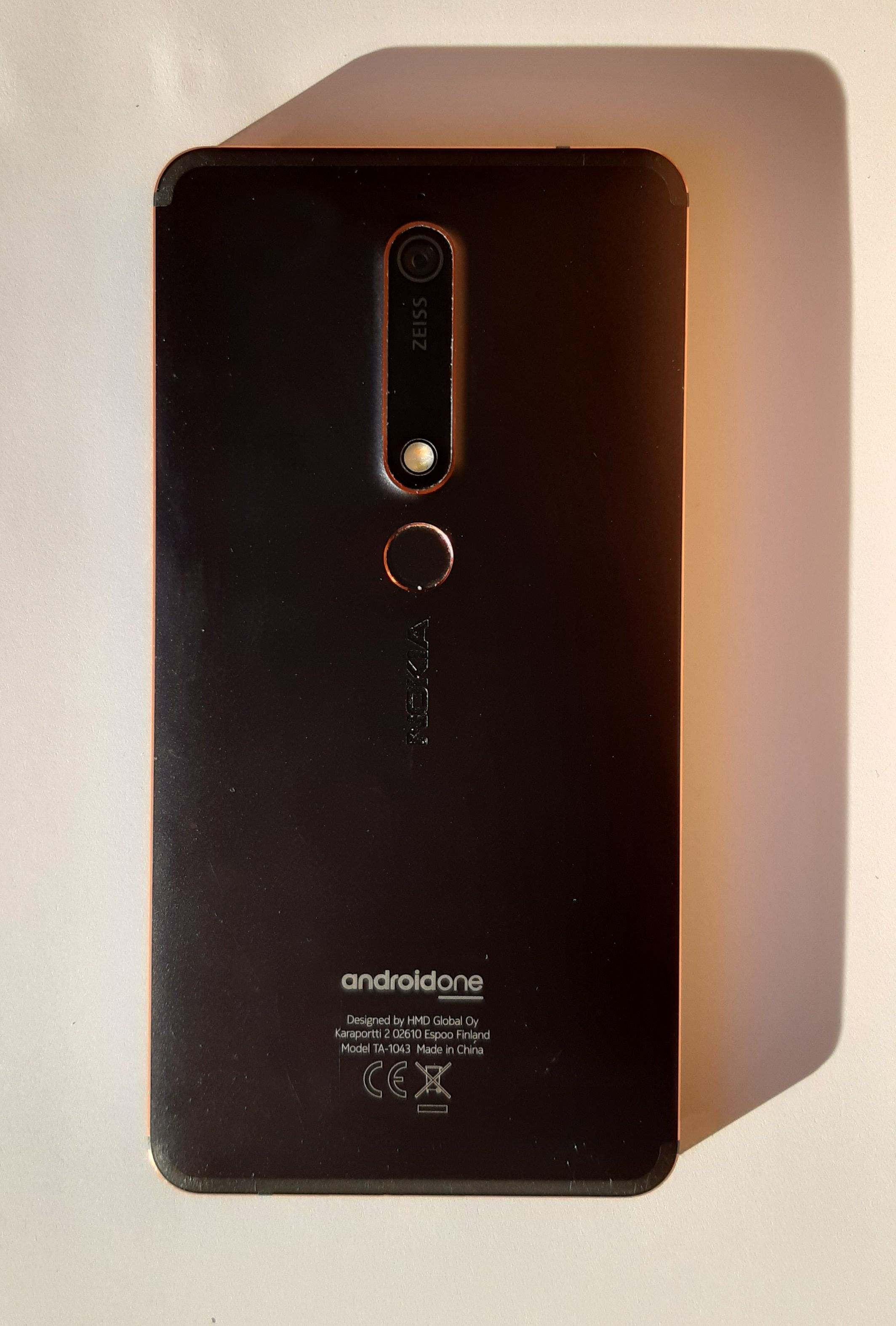
عرض الجهة الخلفية لجهاز Nokia 6.1 المستعمل

### الجهاز
يعتمد نوكيا 6 الجيل الثاني على معالج مايكرو كوالكوم سناب دراغون 630، وهو ترقية عن سناب دراغون 430 الموجود في الجيل السابق. وحسب النسخة، يأتي إما بسعة تخزين 32 جيجابايت وذاكرة وصول عشوائي بحجم 3 جيجابايت من نوع LPDDR4، أو بسعة تخزين 64 جيجابايت وذاكرة وصول عشوائي بحجم 4 جيجابايت.
لوحة العرض هي نفس لوحة عرض جهاز IPS LCD ذو 5.5 بوصة 1080p الموجودة في النسخة الأصلية، على الرغم من تقليص حواف الجهة الأمامية واستبدال أزرار التنقل السعوية وزر الصفحة الرئيسية بأزرار شاشة.
الكاميرا هي نفس التركيبة المكونة من كاميرا خلفية 16 ميجابكسل وكاميرا أمامية 8 ميجابكسل الموجودة في الجيل السابق، وتحتفظ بميزة "Bothie"، التي تستخدم كلا الكاميرتين وتقسم الشاشة إلى نصفين لالتقاط صورة أو تقوم بوضع الصورة في وضع الصورة في الصورة، مع عرض الكاميرا الداخلية في مستطيل صغير في أعلى الكاميرا الخارجية، أو العكس.
من التغييرات الرئيسية التي أجريت على هذا الجهاز هي استبدال منفذ مايكرو يو إس بي بمنفذ USB-C القابل للانعكاس، بالإضافة إلى نقل مستشعر بصمة الأصابع إلى الخلف من الجهاز. ويحتفظ بمنفذ مقبس سماعة الرأس 3.5 مم. كما يدعم نوكيا 6.1 أيضًا صوت Nokia OZO.

### نظام التشغيل
أطلق الهاتف في الصين، ويعمل بنظام تشغيل نظام التشغيل أندرويد 7.1.1 نوجا وكان قابلاً للترقية إلى أندرويد 8.0 أوريو، ثم أندرويد 9 باي وأخيرًا أندرويد 10. جميع الإصدارات الأخرى، بما في ذلك النسخة الدولية التي تم إطلاقها لاحقًا، تأتي مع أندرويد 8.1 أوريو، ويمكن ترقيتها إلى أندرويد 9 باي منذ نهاية أكتوبر 2018 وأندرويد 10 منذ 10 يناير 2020. وهو جزء من برنامج أندرويد ون، مما يعني أن الجهاز يحصل على تحديثات نظام أندرويد لمدة عامين وتحديثات أمان لمدة 3 أعوام وبالتالي يمكن ترقيته حتى أندرويد 10.